# Tryphon aridus
Tryphon aridus là một loài tò vò trong họ Ichneumonidae.